# 俵田站
俵田站（日语：／ Tawarada eki */?）是位於千葉縣君津市俵田1630號，東日本旅客鐵道（JR東日本）的久留里線車站。

## 歷史
- 1921年（大正10年）7月10日：千葉縣營鐵道（日语：千葉県営鉄道）久留里線車站啟用[1]。
- 1923年（大正12年）9月1日：路線被國有化。
- 1987年（昭和62年）4月1日：伴隨國鐵分割民營化，車站由東日本旅客鐵道（JR東日本）營運[1]。
- 2008年（平成20年）1月3日：舊候車室因火災而燒毀。
- 2009年（平成21年）
  - 3月14日：此站編入至東京近郊區間[2]。
  - 年內：新候車室翻新。

## 車站構造
此站是地面車站，設有1面1線的單式月台。月台可容納2卡車廂。當3卡編成以上列車停靠此站時，列車前進方向的首2卡車廂會停在月台中，但是第3卡以後的車廂會進行選擇性車門操作。
此站成為由久留里站管理的無人車站。此站沒有車站大樓，在月台上設有預製部件建成的候車室。此站設有乘車站證明票發行機。廁所為男女分開的濕廁。

## 使用狀況
在2006年（平成18年）度1日平均乘車人次為64人，以下為乘車人次變化列表：
| 乘車人次變化       | 乘車人次變化     | 乘車人次變化 |
| 年度               | 1日平均 乘車人次 | 參考資料     |
| ------------------ | ---------------- | ------------ |
| 1990年（平成02年） | 161              | [ * 1 ]      |
| 1991年（平成03年） | 168              | [ * 2 ]      |
| 1992年（平成04年） | 153              | [ * 3 ]      |
| 1993年（平成05年） | 153              | [ * 4 ]      |
| 1994年（平成06年） | 141              | [ * 5 ]      |
| 1995年（平成07年） | 142              | [ * 6 ]      |
| 1996年（平成08年） | 125              | [ * 7 ]      |
| 1997年（平成09年） | 112              | [ * 8 ]      |
| 1998年（平成10年） | 110              | [ * 9 ]      |
| 1999年（平成11年） | 107              | [ * 10 ]     |
| 2000年（平成12年） | 89               | [ * 11 ]     |
| 2001年（平成13年） | 78               | [ * 12 ]     |
| 2002年（平成14年） | 77               | [ * 13 ]     |
| 2003年（平成15年） | 77               | [ * 14 ]     |
| 2004年（平成16年） | 71               | [ * 15 ]     |
| 2005年（平成17年） | 72               | [ * 16 ]     |
| 2006年（平成18年） | 64               | [ * 17 ]     |

## 車站周邊

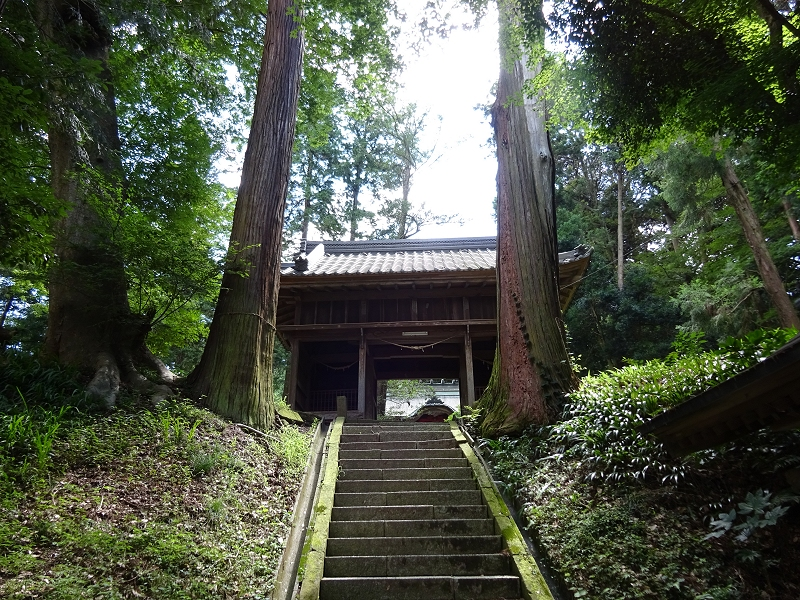
白山神社 (君津市俵田)（山門）

- 國道410號（日语：国道410号）
- 千葉縣道24號千葉鴨川線（日语：千葉県道24号千葉鴨川線）
- 千葉縣道145號長浦上總線（日语：千葉県道145号長浦上総線）
- 千葉縣道163號小櫃佐貫停車場線（日语：千葉県道163号小櫃佐貫停車場線）
- 小櫃川（日语：小櫃川）
- 白山神社（日语：白山神社 (君津市俵田)） - 該處設有一個傳說與弘文天皇有關。
- 白山神社古墳
- 米利Heart&Green（日语：コメリ）君津俵田店
- Yax藥品（日语：千葉薬品）久留里店
- 俵田站前公園

## 巴士路線
| 乘車處 | 系統       | 主要途經                               | 目的地                       | 巴士公司                           | 備註 |
| ------ | ---------- | -------------------------------------- | ---------------------------- | ---------------------------------- | ---- |
| 俵田   | Axie號     | 木更津金田巴士總站                     | 東京站八重洲出口前、東京鐵塔 | 日東交通 京成巴士                  |      |
| 俵田   | 鴨川澀谷線 |                                        | 澀谷Mark City                | 鴨川日東巴士 日東交通              |      |
| 俵田   | Ka花生號   | 馬來田站前、瀧澤團地、縣廳             | 千葉站                       | 鴨川日東巴士 日東交通 千葉中央巴士 |      |
| 俵田   | Ka花生號   | 久留里站前、龜山、藤林大橋、安房鴨川站 | 龜田醫院                     | 鴨川日東巴士 日東交通 千葉中央巴士 |      |

- 「俵田」巴士站是位於柏青哥店前
- Axie號途經東京灣跨海公路。在木更津金田巴士總站可轉乘高速巴士前往羽田機場/成田機場。

## 相鄰車站
東日本旅客鐵道（JR東日本）
■久留里線
小櫃－俵田－久留里

## 注腳

### 使用狀況
1. ↑  千葉縣統計年鑑 （页面存档备份，存于）（日語） - 千葉縣

千葉縣統計年鑑
1. ↑  千葉縣統計年鑑（平成3年） （页面存档备份，存于）（日語）
2. ↑  千葉縣統計年鑑（平成4年） （页面存档备份，存于）（日語）
3. ↑  千葉縣統計年鑑（平成5年） （页面存档备份，存于）（日語）
4. ↑  千葉縣統計年鑑（平成6年） （页面存档备份，存于）（日語）
5. ↑  千葉縣統計年鑑（平成7年） （页面存档备份，存于）（日語）
6. ↑  千葉縣統計年鑑（平成8年） （页面存档备份，存于）（日語）
7. ↑  千葉縣統計年鑑（平成9年） （页面存档备份，存于）（日語）
8. ↑  千葉縣統計年鑑（平成10年） （页面存档备份，存于）（日語）
9. ↑  千葉縣統計年鑑（平成11年） （页面存档备份，存于）（日語）
10. ↑  千葉縣統計年鑑（平成12年） （页面存档备份，存于）（日語）
11. ↑  千葉縣統計年鑑（平成13年） （页面存档备份，存于）（日語）
12. ↑  千葉縣統計年鑑（平成14年） （页面存档备份，存于）（日語）
13. ↑  千葉縣統計年鑑（平成15年） （页面存档备份，存于）（日語）
14. ↑  千葉縣統計年鑑（平成16年） （页面存档备份，存于）（日語）
15. ↑  千葉縣統計年鑑（平成17年） （页面存档备份，存于）（日語）
16. ↑  千葉縣統計年鑑（平成18年） （页面存档备份，存于）（日語）
17. ↑  千葉縣統計年鑑（平成19年） （页面存档备份，存于）（日語）

## 外部連結
- 車站資訊（俵田）：東日本旅客鐵道（日語）